# Snocross
Снокросс (сноукросс)- отдельная спортивная дисциплина в мотоспорте, в которой участвуют специально подготовленные снегоходы. Относится к экстремальным видам спорта. Соревнования по снокроссу проводятся зимой на естественных или специально подготовленных трассах с трамплинами, горками, подъемами и спусками, крутыми поворотами и т. д.

## История
Гонщики участвуют в гонках со скоростью до 96 километров в час. Прыжки достигают высоты 30 футов (9 метров), поэтому участники (райдеры) преодолевают высоту до 40 метров, прежде чем коснутся земли. По данным Всемирной ассоциации снегоходов, которая регулирует снокросс, водный кросс и гонки по холмам, снокросс является наиболее популярной формой гонок на снегоходах.
Снокросс произошел от вида спорта мотокросс. Название представляет собой начальное сочетание слова «снегоход» и окончание слова «мотокросс». В этом спорте вместо мотоцикла используется снегоход, а вместо грязи — снег / лед. Поверхность снега / льда, которая является естественной или искусственной. Трассы обычно расположены в более высоких широтах в Северном полушарии, поскольку для поддержания замерзшей поверхности треков требуются температуры ниже нуля. Мотоциклисты в мотокроссе и суперкроссе часто соревнуются в снокроссе зимой.
Снокросс стал событием на X Games в 1998 году. X Игры — популярное место сбора некоторых связанных со снегом видов спорта в Соединенных Штатах Америки. Трасса на первом мероприятии по снокроссу на X Games напоминала трассу мотокросса; это было значительно дольше, чем трассы сейчас. У него были более глубокие ямы и более высокие трамплины, которые теперь засыпаны снегом.